# Alain Fossi Kamto
Alain Fossi Kamto (ur. 4 listopada 1980 w Yaounde) – kameruński siatkarz, gra na pozycji libero.
Debiutował w klubie Tolodini VB. Obecnie reprezentuje barwy FAP VB.